# Perledo
Perledo (lombardul: Perled) település Olaszországban, Lombardia régióban, Lecco megyében. Lakosainak száma 848 fő (2023. január 1.). Perledo Esino Lario, Parlasco, San Siro, Varenna, Bellano és Menaggio községekkel határos.

## Népesség
A település lakossága az elmúlt években az alábbi módon változott:
| Lakosok száma | 926  | 916  | 848  |
|               | 2017 | 2018 | 2023 |